# 1946年南斯拉夫宪法
1946年南斯拉夫宪法，正式名称为《南斯拉夫联邦人民共和国宪法》，是南斯拉夫联邦人民共和国的第一部宪法，由1945年11月选出的制宪议会通过，1946年3月31日公布并施行。:154, 157

## 背景
1945年11月11日，南斯拉夫举行了二战后的第一次议会选举。由于反对派抵制进而拒绝参选，南斯拉夫共产主义者联盟主导的南斯拉夫人民阵线取得了绝对胜利。共产主义者联盟推动废除君主制，于1945年11月29日推翻了南斯拉夫王国，建立联邦制的人民共和国，同时开始了起草宪法的工作。1946年3月31日，《南斯拉夫联邦人民共和国宪法》发布并施行。南斯拉夫制宪议会主席伊万·里巴尔主持了宪法宣誓仪式。:159

## 主要内容
宪法第一条规定南斯拉夫的国体为联邦制人民共和国。第二条规定南斯拉夫联邦由六个成员国组成，即塞尔维亚人民共和国、克罗地亚人民共和国、斯洛文尼亚人民共和国、波斯尼亚和黑塞哥维那人民共和国、马其顿人民共和国和黑山人民共和国。塞尔维亚境内留有两个自治体，即伏伊伏丁那社会主义自治省和科索沃社会主义自治省。宪法第44条允许设立新的自治实体。
这部宪法规定并保障公民一律平等，但没有规定公民的国籍和民族名称，也没有规定官方语言。
值得注意的是，1946年南斯拉夫宪法中有大量借鉴1936年苏联宪法的内容。1948年苏南冲突发生后，南斯拉夫政府于1953年公布了新的宪法。

## 铁托的评价

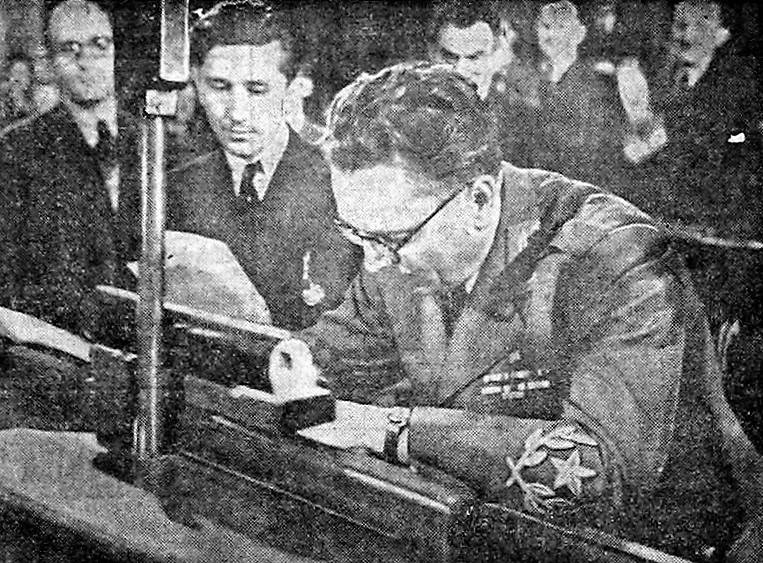
南斯拉夫总理铁托签署1945年11月29日宣言。

1948年，南斯拉夫共产党总书记铁托在向党的第五次全国代表大会作报告时提到了1946年宪法的几处条文，称这是一部“人民民主”的宪法。
|  | 就拿《宪法》第1条来说，原文是： “南斯拉夫联邦人民共和国是共和体制的联邦国家，是由享有平等权利的人们组成的共同体。他们在自决权——包括脱离联邦的权利——的基础上，表达了想要在一个共同国家里生活的愿望”。 这就是解决国民平等问题的要义，这就是付诸实践的规定。 那么更进一步，解决这个国家的议会的平衡问题的要义是什么？又是怎样实践的？ 第6条说：“南斯拉夫人民共和国的国家权力来自人民，属于人民。人民通过自由选举的权力机关来实行权力，权力机构又来自各地的人民议会、各加盟共和国的议会直到全国国民议会。人民的权力机关发源于伟大的反法西斯解放战争，是那场艰苦斗争最根本的结晶。” 因此，这部《宪法》保证了——不如说是规定了——战争的胜利成果不被窃取，那胜利的成果，就是人民的权力，真正属于人民的民主的权力。 |